# Lijst van nummer 1-hits in de Nederlandse Top 40 in 2017
Deze hits stonden in 2017 op nummer 1 in de Nederlandse Top 40.
| Nummer | Datum        | Artiest                                  | Titel                       |
| ------ | ------------ | ---------------------------------------- | --------------------------- |
| 768    | 7 januari    | Clean Bandit, Sean Paul & Anne-Marie     | Rockabye                    |
|        | 14 januari   | Clean Bandit, Sean Paul & Anne-Marie     | Rockabye                    |
| 769    | 21 januari   | Ed Sheeran                               | Shape of you                |
|        | 28 januari   | Ed Sheeran                               | Shape of you                |
|        | 4 februari   | Ed Sheeran                               | Shape of you                |
|        | 11 februari  | Ed Sheeran                               | Shape of you                |
|        | 18 februari  | Ed Sheeran                               | Shape of you                |
|        | 25 februari  | Ed Sheeran                               | Shape of you                |
|        | 4 maart      | Ed Sheeran                               | Shape of you                |
|        | 11 maart     | Ed Sheeran                               | Shape of you                |
|        | 18 maart     | Ed Sheeran                               | Shape of you                |
|        | 25 maart     | Ed Sheeran                               | Shape of you                |
|        | 1 april      | Ed Sheeran                               | Shape of you                |
|        | 8 april      | Ed Sheeran                               | Shape of you                |
|        | 15 april     | Ed Sheeran                               | Shape of you                |
|        | 22 april     | Ed Sheeran                               | Shape of you                |
|        | 29 april     | Ed Sheeran                               | Shape of you                |
| 770    | 6 mei        | Luis Fonsi, Daddy Yankee & Justin Bieber | Despacito/Despacito (Remix) |
|        | 13 mei       | Luis Fonsi, Daddy Yankee & Justin Bieber | Despacito/Despacito (Remix) |
|        | 20 mei       | Luis Fonsi, Daddy Yankee & Justin Bieber | Despacito/Despacito (Remix) |
|        | 27 mei       | Luis Fonsi, Daddy Yankee & Justin Bieber | Despacito/Despacito (Remix) |
|        | 3 juni       | Luis Fonsi, Daddy Yankee & Justin Bieber | Despacito/Despacito (Remix) |
|        | 10 juni      | Luis Fonsi, Daddy Yankee & Justin Bieber | Despacito/Despacito (Remix) |
|        | 17 juni      | Luis Fonsi, Daddy Yankee & Justin Bieber | Despacito/Despacito (Remix) |
|        | 24 juni      | Luis Fonsi, Daddy Yankee & Justin Bieber | Despacito/Despacito (Remix) |
|        | 1 juli       | Luis Fonsi, Daddy Yankee & Justin Bieber | Despacito/Despacito (Remix) |
|        | 8 juli       | Luis Fonsi, Daddy Yankee & Justin Bieber | Despacito/Despacito (Remix) |
|        | 15 juli      | Luis Fonsi, Daddy Yankee & Justin Bieber | Despacito/Despacito (Remix) |
|        | 22 juli      | Luis Fonsi, Daddy Yankee & Justin Bieber | Despacito/Despacito (Remix) |
|        | 29 juli      | Luis Fonsi, Daddy Yankee & Justin Bieber | Despacito/Despacito (Remix) |
|        | 5 augustus   | Luis Fonsi, Daddy Yankee & Justin Bieber | Despacito/Despacito (Remix) |
|        | 12 augustus  | Luis Fonsi, Daddy Yankee & Justin Bieber | Despacito/Despacito (Remix) |
| 771    | 19 augustus  | Jonas Blue & William Singe               | Mama                        |
|        | 26 augustus  | Jonas Blue & William Singe               | Mama                        |
| 772    | 2 september  | J Balvin & Willy William                 | Mi gente                    |
|        | 9 september  | J Balvin & Willy William                 | Mi gente                    |
| 773    | 16 september | Dua Lipa                                 | New rules                   |
| 772    | 23 september | J Balvin & Willy William                 | Mi gente                    |
|        | 30 september | J Balvin & Willy William                 | Mi gente                    |
|        | 7 oktober    | J Balvin & Willy William & Beyoncé       | Mi gente                    |
| 774    | 14 oktober   | P!nk                                     | What about us               |
|        | 21 oktober   | P!nk                                     | What about us               |
|        | 28 oktober   | P!nk                                     | What about us               |
|        | 4 november   | P!nk                                     | What about us               |
|        | 11 november  | P!nk                                     | What about us               |
|        | 18 november  | P!nk                                     | What about us               |
|        | 25 november  | P!nk                                     | What about us               |
| 775    | 2 december   | Ed Sheeran                               | Perfect                     |
|        | 9 december   | Ed Sheeran & Beyoncé                     | Perfect/Perfect Duet        |
|        | 16 december  | Ed Sheeran & Beyoncé                     | Perfect/Perfect Duet        |
|        | 23 december  | Ed Sheeran & Beyoncé                     | Perfect/Perfect Duet        |
|        | 30 december  | Ed Sheeran & Beyoncé                     | Perfect/Perfect Duet        |